# Mysticum
Mysticum is een Noorse blackmetalband, opgericht in 1991.

## Geschiedenis
De band bracht in 1996 het legendarische album In the Streams of Inferno uit. Er werd op dat moment reeds gewag gemaakt van het tweede studioalbum Planet Satan, doch, onder andere door drugproblemen bij bandleden, dit album zou pas 18 jaar later, in 2014, het levenslicht zien.
Het unieke geluid van Mysticum wordt mede bepaald door het gebruik van een drumcomputer. Jan Axel Blomberg verzorgde de drums bij live-optredens in 1994 doch werd nooit een vast lid van de band.
Bandlid Prime Evil maakte tussen 2005 en 2009 ook deel uit van de Italiaanse blackmetalband Aborym; hij nam er de zang voor zijn rekening.

## Bandleden

### Huidige bezetting
- Dr. Best, ook bekend als Mean Malmberg (bas, programming), 1993-
- Svartravn, ook bekend als Prime Evil (zang, gitaar), 1993-
- Cerastes (zang, gitaar), 1993-1994, 1995-

### Sessieleden
- Hellhammer (Jan Axel Blomberg) (drums), 1994

## Discografie
- Medusa's Tears (demo, 1993)
- Wintermass (demo, 1993)
- Mysticum / Ulver (splitalbum, 1994)
- Mysticum (demo, 1995)
- Piss Off (demo, 1995)
- In the Streams of Inferno (studioalbum, 1996)
- Audiopain / Mysticum (splitalbum, 2003)
- Lost Masters of the Universe (sampleralbum, 2004)
- Planet Satan (studioalbum, 2014)